# Valréas
Valréas (pronuncia [val.reˈas]; in occitano Vauriaç) è un comune francese di 10 256 abitanti situato nel dipartimento di Vaucluse della regione della Provenza-Alpi-Costa Azzurra ed è capoluogo del cantone omonimo, noto ai francesi come Enclave des Papes.
Importante centro industriale provenzale, nonché rinomata zona vinicola, vede oggi un deciso decadimento dal punto di vista occupazionale a causa della chiusura di tutte le principali fabbriche del posto. Le attività maggiori sono oggi appunto la coltivazione della vite per la produzione vinicola e la coltivazione della lavanda, da cui trae il nome il Corso de la Lavande, principale festa valréassienne che si ripete ogni anno la prima domenica di agosto.
Oltre che per il vino e la lavanda, Valréas è altresì famosa nello sport avendo dato un grande contributo nel rugby locale e nazionale francese grazie soprattutto a Giovanni Pace, italiano di Montemurro, già giocatore e presidente della locale squadra di rugby ed ex assessore allo sport del comune di Valréas.
Da citare anche l'importante squadra di bocce Boule amicale du Tivoli, che deve anch'essa il suo principale contributo a degli italiani, sempre di Montemurro: Rocco Mittica e la moglie Leonarda Lopiano, entrambi pluripremiati nel suddetto sport, sebbene ora non giochino più avendo ormai entrambi quasi novant'anni. Nel Tivoli continuano comunque a distinguersi alcuni loro nipoti.

## Società

### Evoluzione demografica
Abitanti censiti